# 文房具

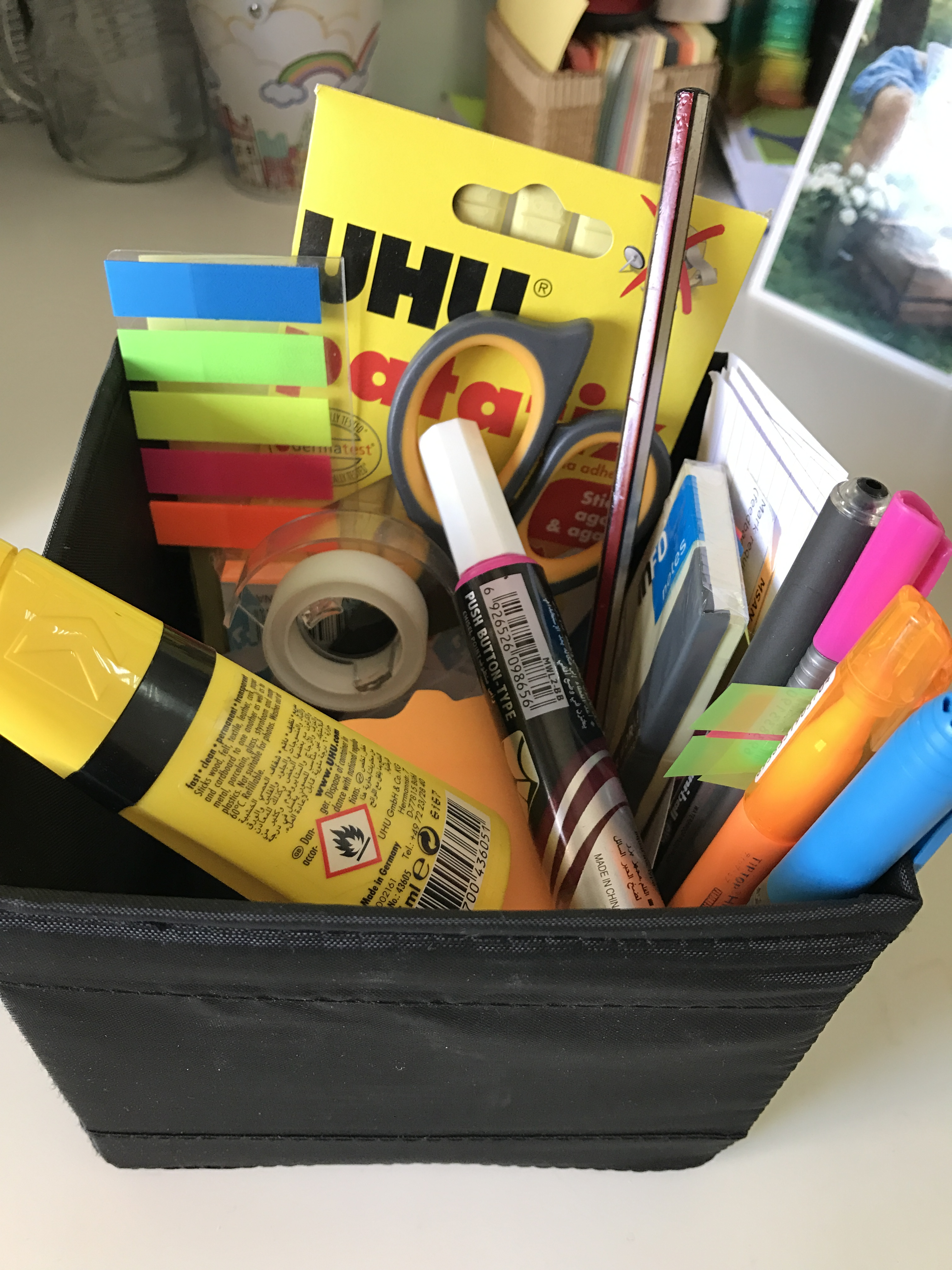
オフィスで使うさまざまな文房具

文房具（ぶんぼうぐ）とは、仕事場やオフィス、学校などにおいて情報の処理・記録・伝達などのために備えられる道具類をいう。文具（ぶんぐ）、ステーショナリー（英: stationery）。

## 概説
日本語の「文房具」とは、「文房の具」つまり書斎に備えておく道具といった意味の表現である。いわゆる「書きもの」をするのに必要な道具、オーソドックスなところでは筆記用具、紙類（ノート類も含む）、鋏（やペーパーナイフ）などを指している。文書を書いたり、（紙の）手紙を読み書きするのに必要な道具類のことである。
また、「文房具」は狭義に筆・墨・硯・紙の4点を代表して指す言葉であり、広義に水差しや文鎮などの書道用具全般から文房で文人達が文化的嗜みとして興じた茶の道具や琴や調度品を含める場合もある。「文具」は短くした言葉ではなく、それ以外の品を含める言葉である。
中国では「筆墨紙硯（ひつぼくしけん）」が定番の道具であり、「文房四宝（ぶんぼうしほう）」と称し珍重した。
高級品やファッショナブルな品もあり、コレクションの対象にもなる。厳密にはカッターナイフや工作道具は文房具には含まれないとする考え方もあるが、これらも広義の文房具には含まれると認識されるようになっている。
また、デジタル機器についてもデジタル文房具として文房具の一種として扱われることがある（従来の文房具はアナログ文房具と呼ぶ）。1980年代にワープロが登場した直後は「文房具」に含めてはいなかったが、それが定着してからは、徐々に文房具の一種とみなす文筆家も増えた。その後、PCが普及しそのワープロ機能やメール機能が盛んに用いられるようになると、それも一種の文房具とみなす人も出た。ただし、アナログ文房具とデジタル文房具では使用法が大きく異なるほか、情報の性質と目的も大きく異なる。
世界全体では文房具の市場は拡大傾向にある。世界人口は増加傾向にあり、また世界には発展途上国も多く、今まで識字率が低かったり、そもそも基本的な教育すらあまり行われていなかった地域もあり、そうした地域でも徐々にしっかりとした教育が行われるようになると、（紙を前提とした、従来から用いられている文具も含めて）文具の需要が増すためである。

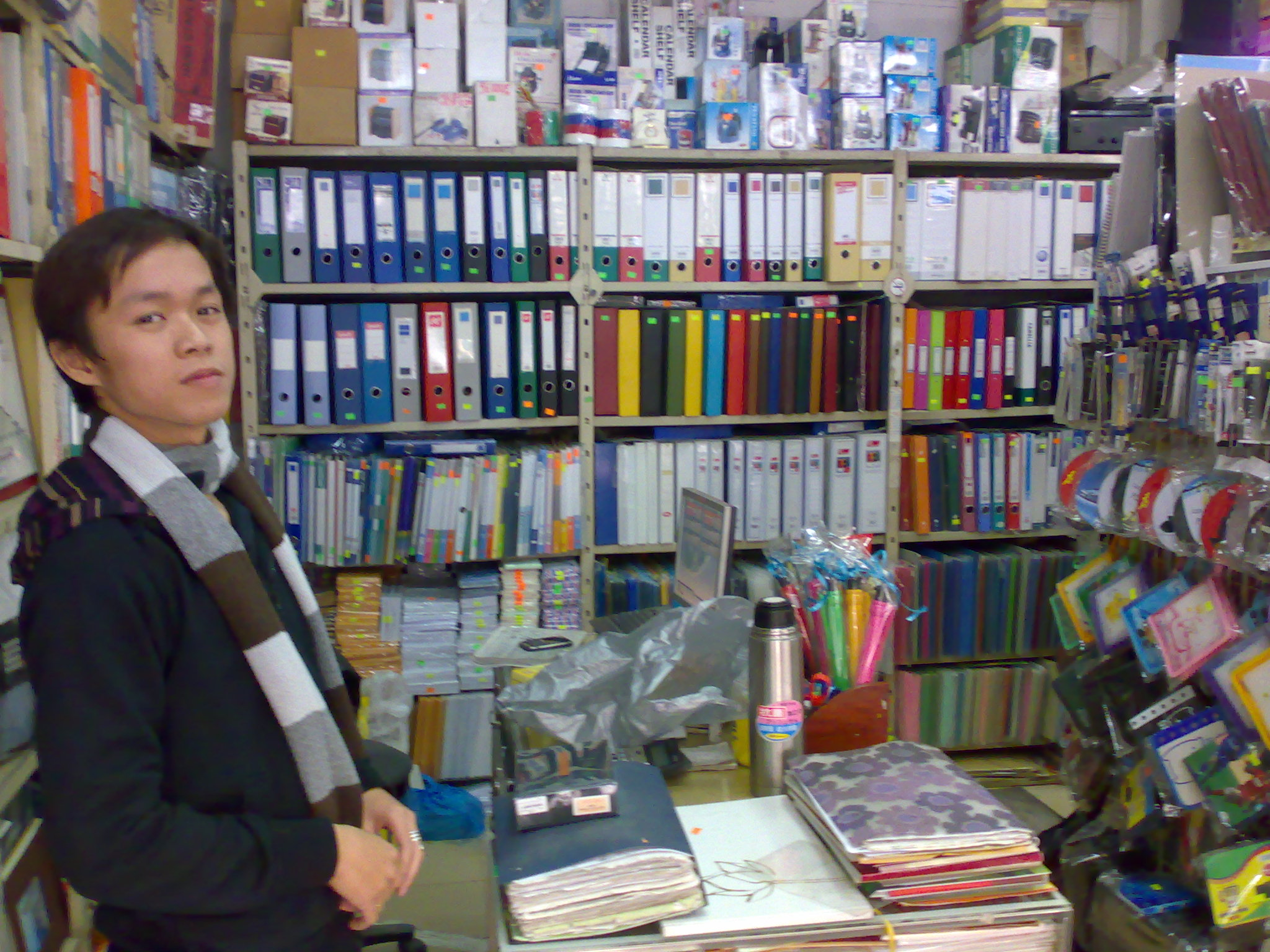
ハノイにある文具店の店内の様子。多種多様な文具がある。

文房具を扱う業界を文具業界という。文房具は、（先進国では）文房具店などと呼ばれる専門店や、（ショッピングセンターなどの）文具コーナーなどで販売されている。
日本のメーカーの文房具は、機能性と精密さが世界的に高く評価され、ヨーロッパや北米・南米などでも広く販売されている。
なお、学校教育の場では、「文房具」という言葉を（いわば「教室で使う道具」「勉強道具」といったニュアンスで用いて）上記の筆記具やノート類だけでなく、児童・生徒・学生が学習時に使う補助的な道具（暗記シートなど）までざっくりと含めてしまうこともあり、役所や企業での事務用品の多くも同様の扱いである。

## 文房具の分類
文房具は国際的なHSコードではほとんどが第96類の雑品に分類されるが、ボールペンや鉛筆はライターやくしなどと同じ階層で別々になっており文具類という単一のカテゴリは設けられていない。日本標準商品分類では文具、紙製品、事務用具および写真用品（93）に分類されている。

### 筆記具

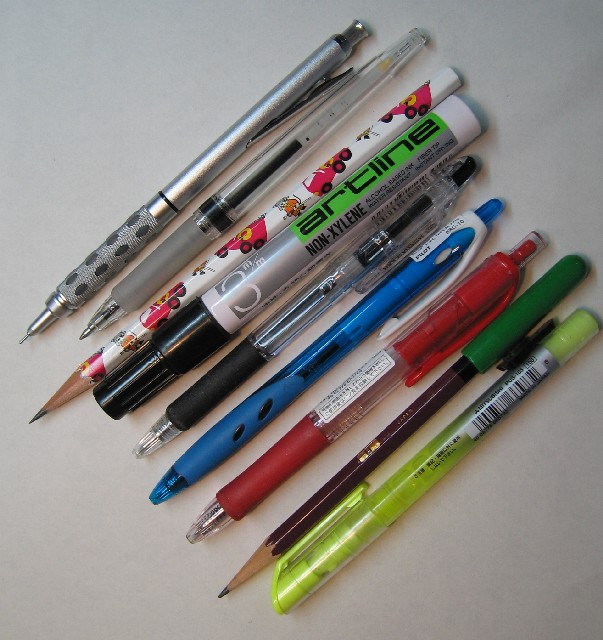
筆記具

鉛筆と消しゴムと鉛筆削り

- 万年筆
- シャープペンシル
  - 製図用シャープペンシル
- ボールペン
  - ローラーボール
- ミリペン
  - 製図ペン
- フェルトペン
  - サインペン
  - マジックインキ
  - 蛍光ペン
- つけペン
  - 羽根ペン
  - ガラスペン
  - 烏口
- 鉛筆
  - クリップペンシル（スコア鉛筆・ペグシル）
- 色鉛筆
  - ダーマトグラフ

### 筆記具関連品
- インク（インキ）
- ペンスタンド
- 黒板
  - チョーク（白墨）
  - 黒板消し
- ホワイトボード
  - ホワイトボード用ペン
- 芯ホルダー
- 鉛筆ホルダー
- ペンシルホルダー
- 鉛筆キャップ

### 押印用具

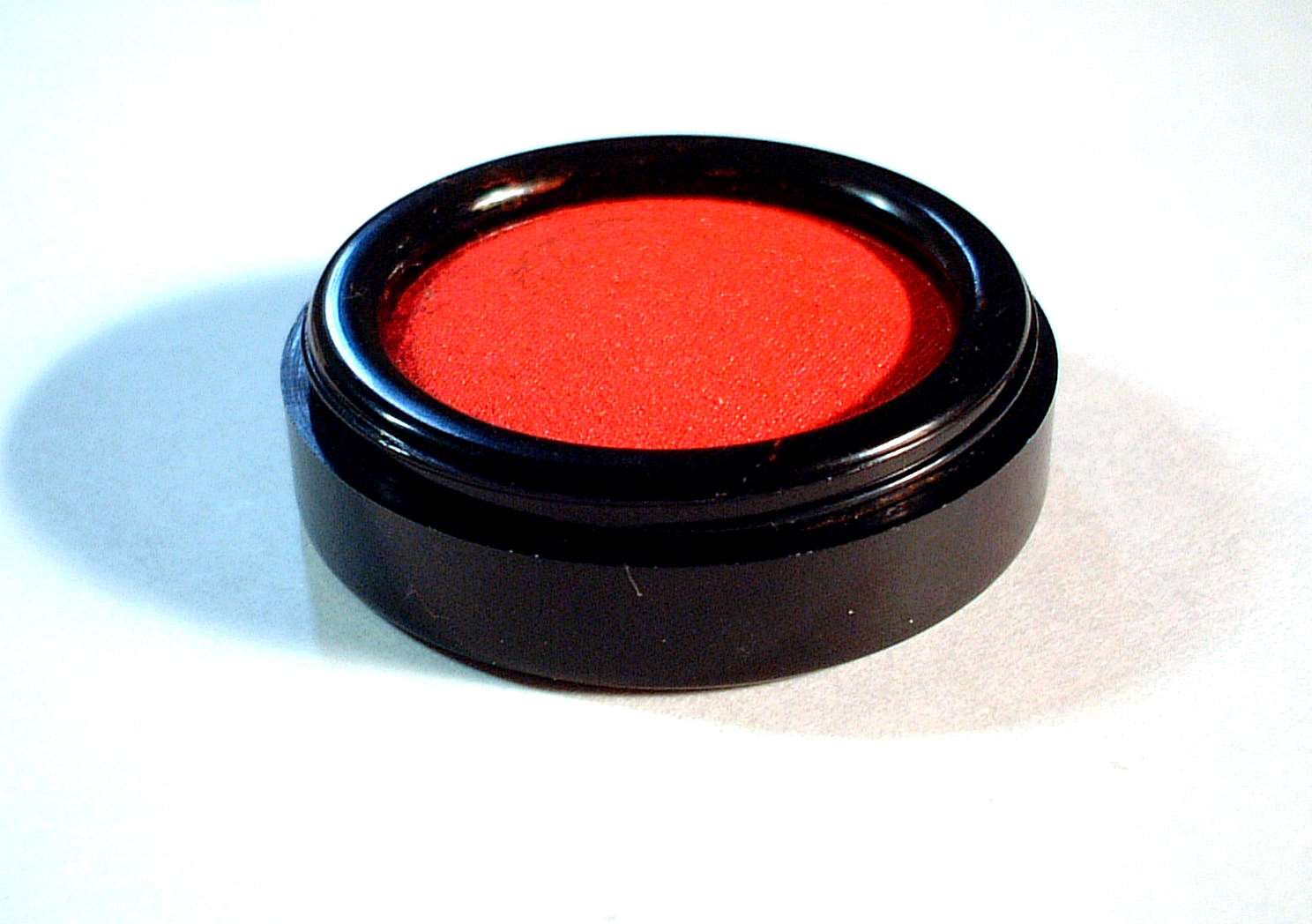
朱肉

- 印章
- 朱肉
- 印鑑ホルダー
- 印鑑マット
- 封蝋

### 事務用具

#### 計算用事務用具

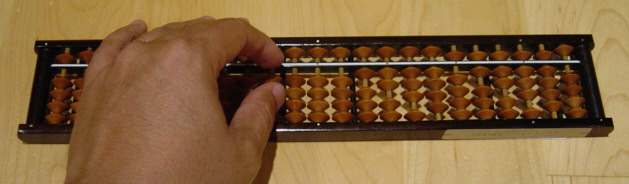
そろばん

- そろばん
- 計算尺
- 電卓

#### 図案製図用具

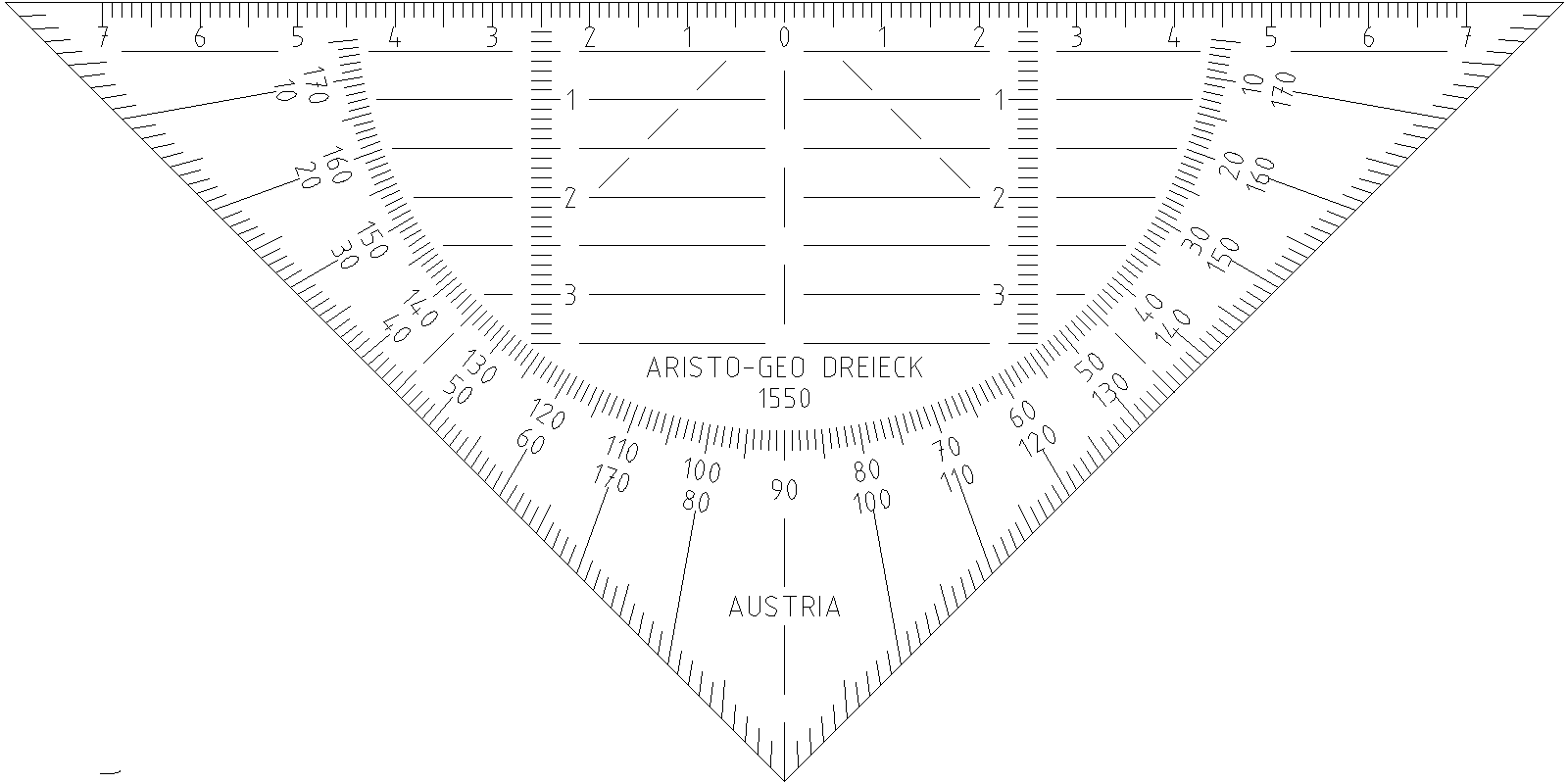
三角定規

- 製図板
- テンプレート
- 定規
  - 雲形定規
- 分度器
- コンパス

#### 一般事務用具

輪ゴム

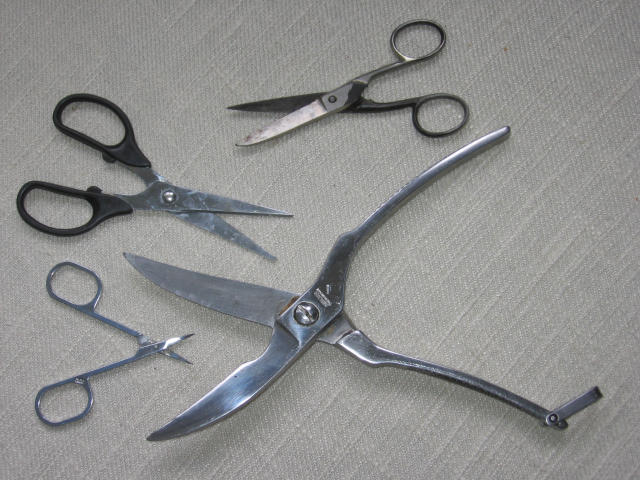
はさみ

- 筆箱
- ペンケース
- 鉛筆削り
- 千枚通し
- パンチ
- クラフトパンチ
- ステープラー
- 指サック
- ナイフ
- 輪ゴム
- シュレッダー
- ペーパーナイフ
- レターオープナー
- はさみ
- カッターナイフ
- カッティングマット

#### 紙製品
- 事務用紙製品
  - 帳簿
- 手帳
  - 伝票
  - 封筒
  - 事務用紙
  - 付箋
  - とじ込み用品
    - ファイル
    - アルバム
    - バインダー
      - 二穴バインダー（二穴ホルダー）
      - 紙製フォルダー

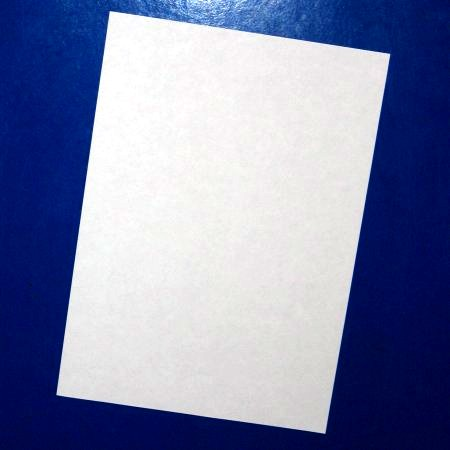
紙

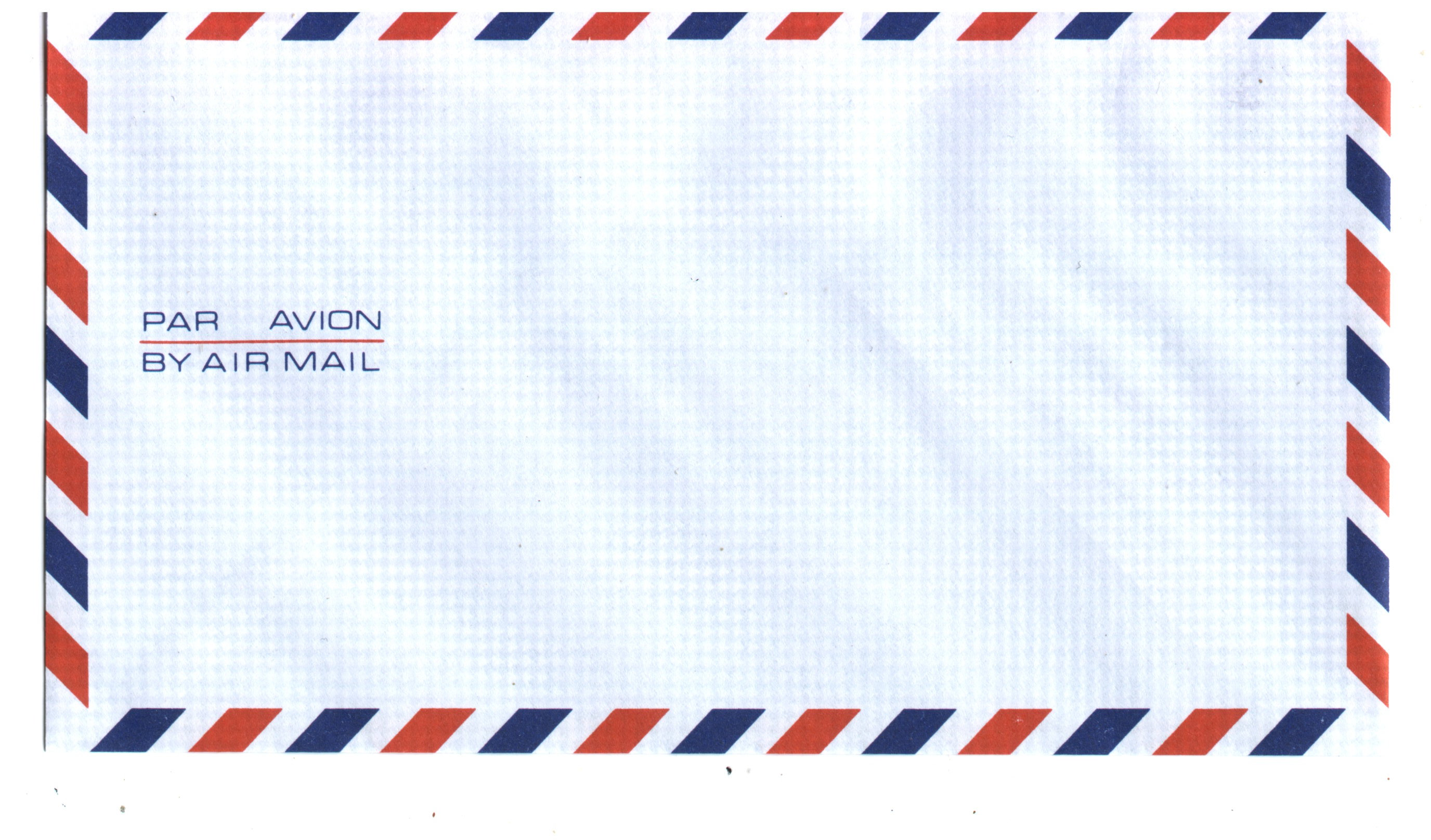
封筒（エアメール）

      - プラスチック製フォルダー、「クリアファイル」
      - 用箋挟
- 学用紙製品
  - ノート
  - ルーズリーフ
  - レポート用紙
  - 画用紙
  - スケッチブック
  - 原稿用紙
  - 方眼紙
  - グラフ用紙
  - 工作用紙
    - 板紙
    - 折り紙

  - 画板
- 日用紙製品
  - 便箋
  - 包装紙

### 謄写及び複写用品
- 謄写版
- カーボン紙
- トレス台(ライトボックス)

### 絵画用品及び書道用品

#### 絵画用品
- 絵筆（画筆）
- 絵具
- 木炭
- パステル
- クレヨン
- クレパス
- パレット
- 画架
- コピック

#### 書道用品

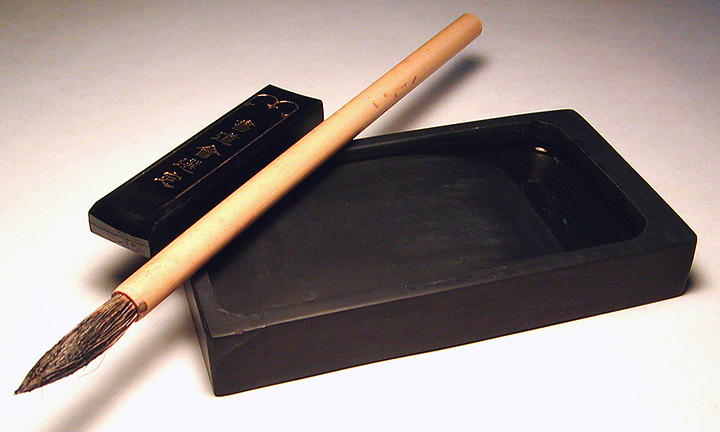
筆・墨・硯

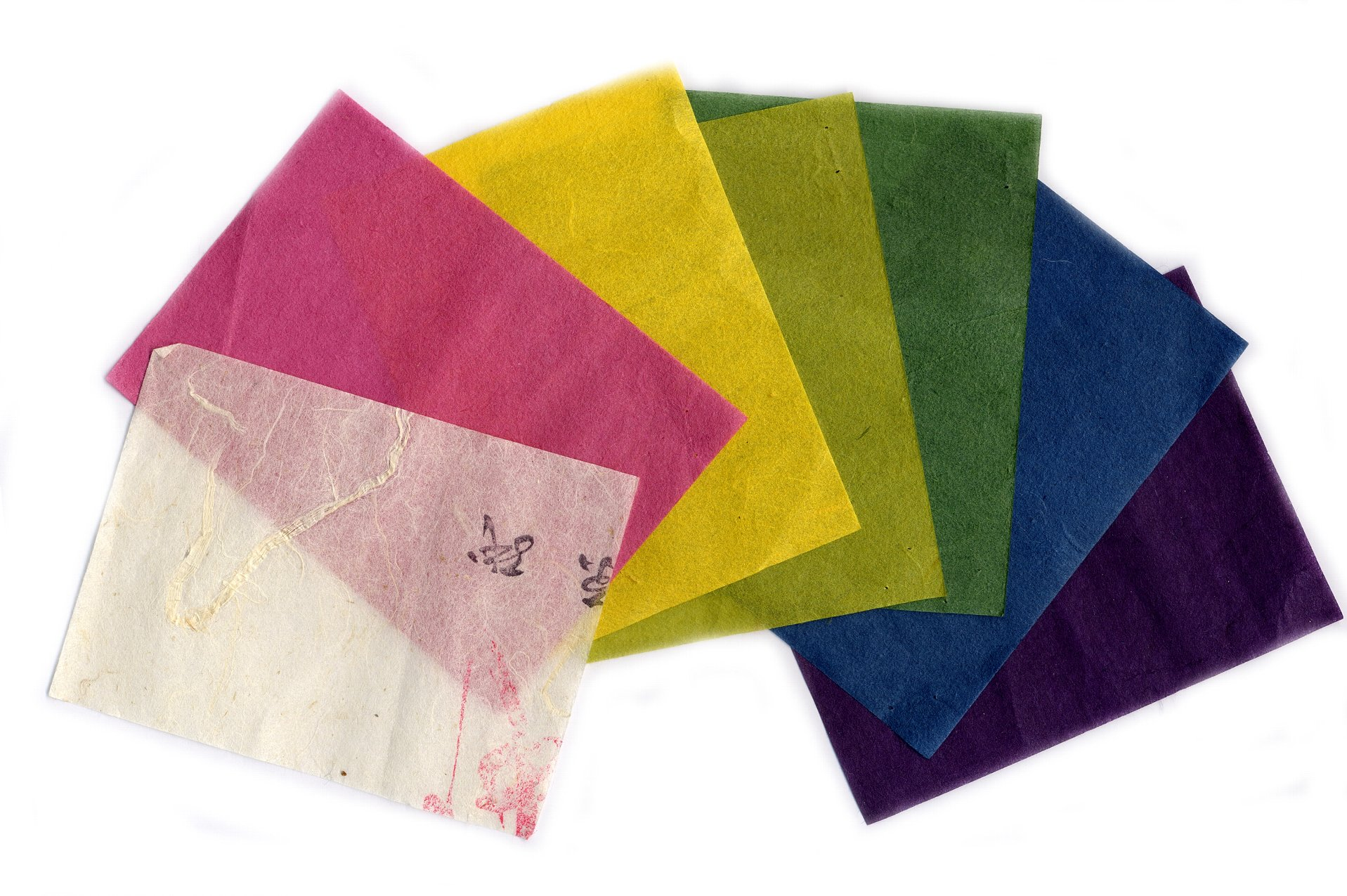
和紙（杉原紙）

- 筆
  - 筆ペン
- 墨
- 硯
- 文鎮
- 硯箱
- 書道用紙
  - 画仙紙
  - 半紙
  - 色紙
  - 短冊

### その他の文具

#### のり・粘着テープ

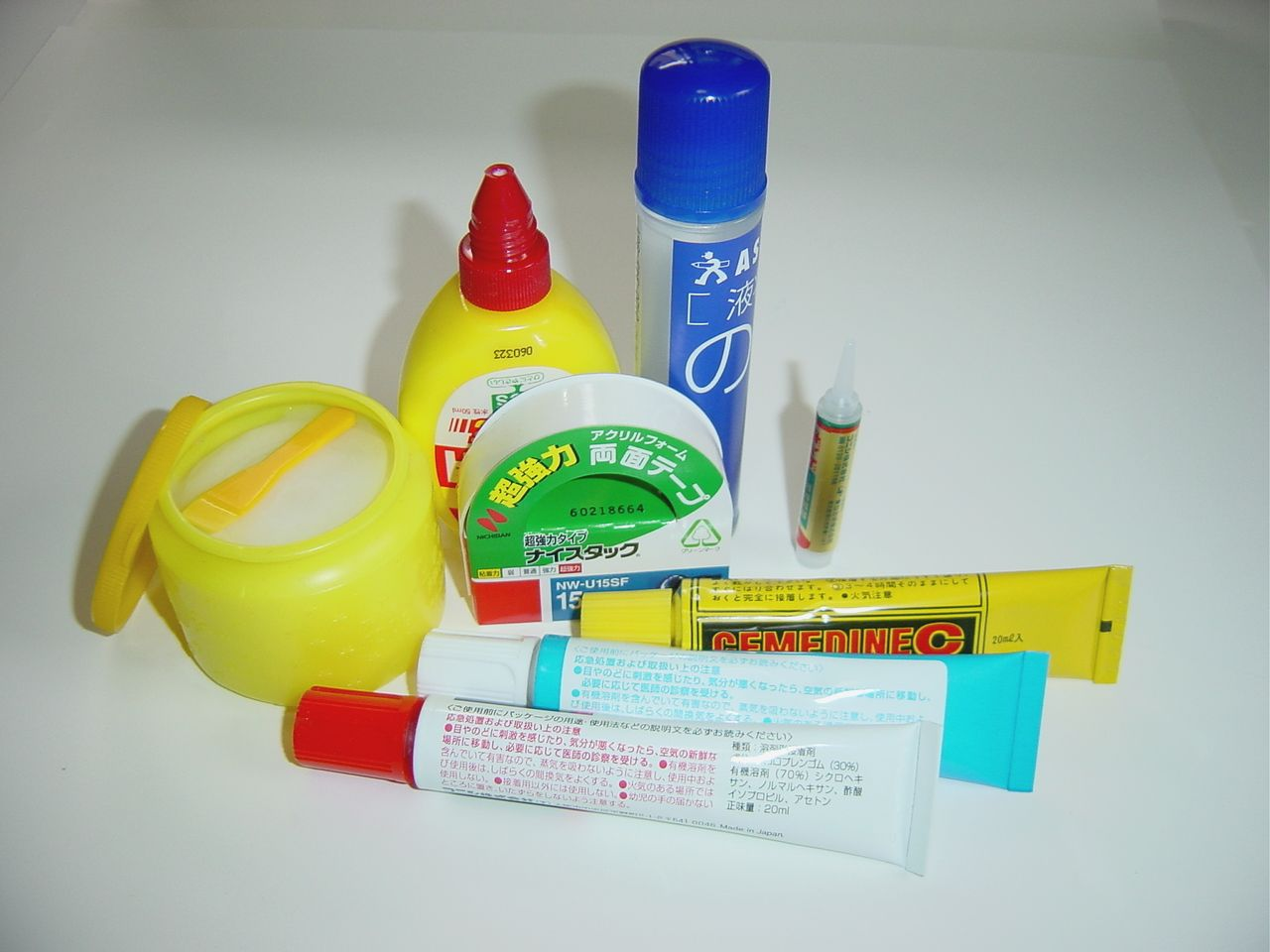
接着剤

- のり
  - スティックのり
  - テープのり
  - 木工用ボンド
- 接着剤
- テープ
  - セロハンテープ
  - ガムテープ
  - 両面テープ
  - マスキングテープ
  - 紙テープ
- ラベル
- シール

#### 消しゴム・修正液

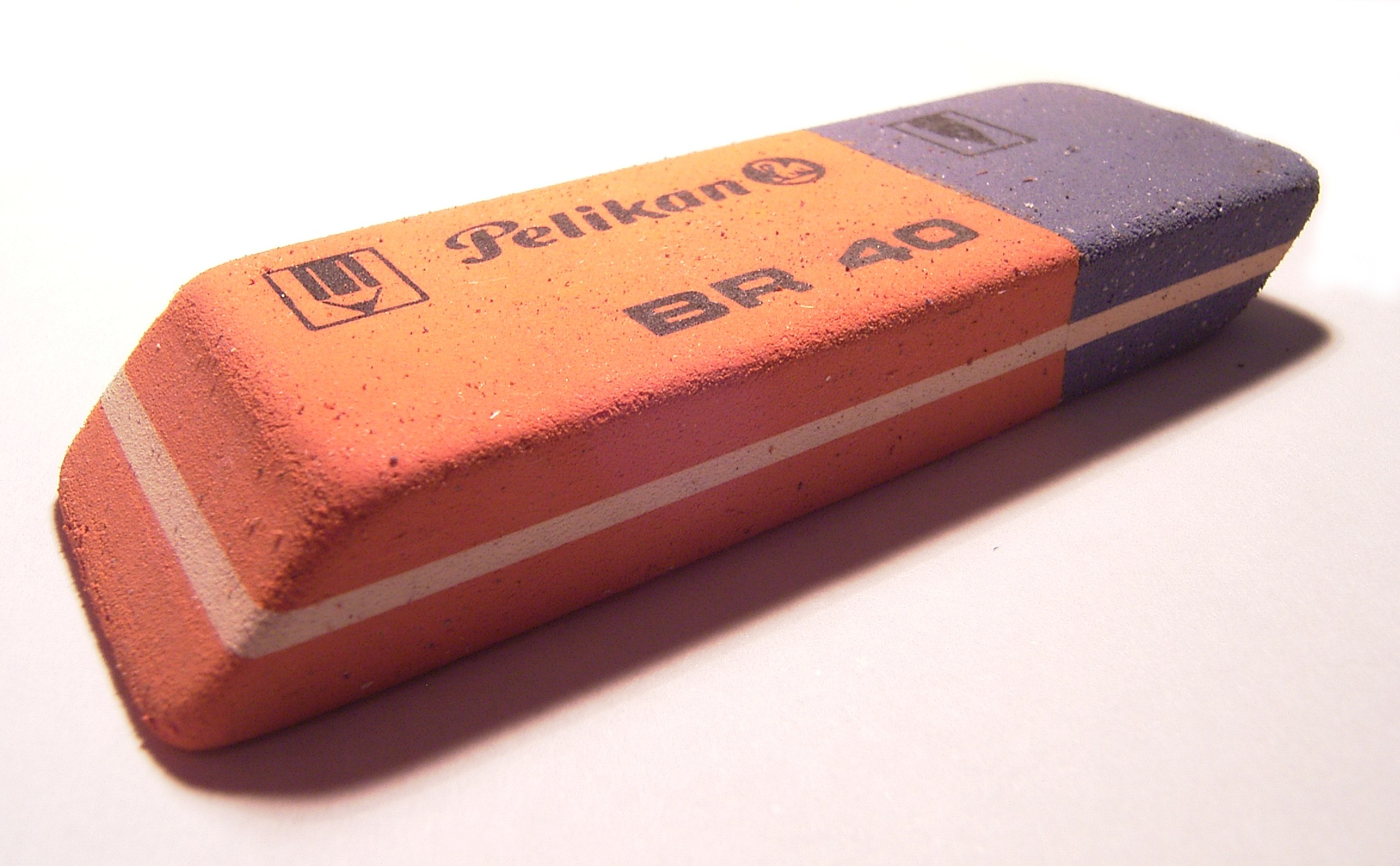
消しゴム

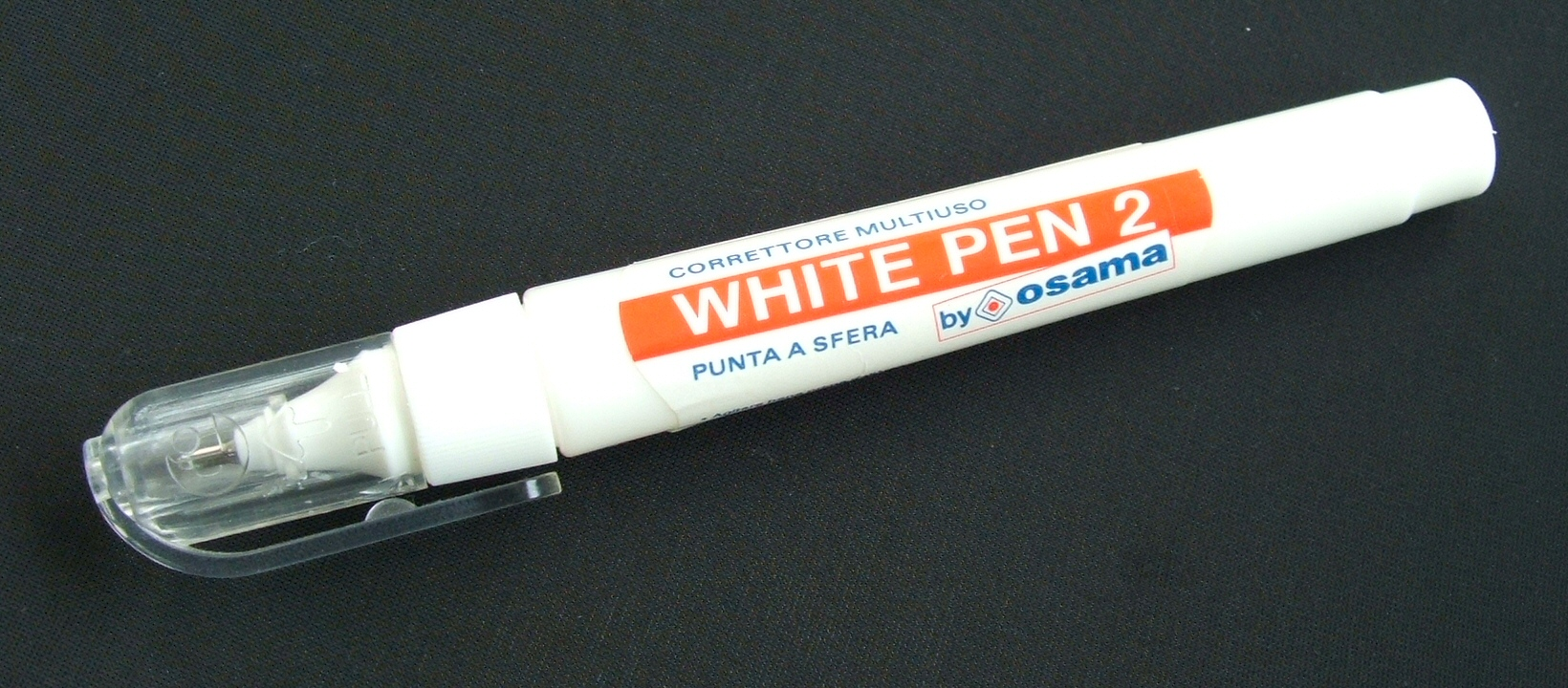
修正ペン

- 消しゴム
  - 練り消しゴム
- インク消し
- 修正液
- 修正テープ
- インク消し

#### クリップ・ピン・画鋲
- クリップ
- ガチャック
- 画鋲

#### その他
- 彫刻刀
- 下敷き
- ピンセット
- スクリーントーン
- レーザーポインター

## 文具メーカー

### 世界全般
- エセルテ（英語版） - 世界最大級の文具会社。
- 3M - 同社の研究員がセロハンテープとポスト・イットを発明した。日本では「セロテープ」がセロハンテープの代名詞だが、アメリカでは3Mの「スコッチテープ」がそれである。
- カランダッシュ
- ペリカン
- ラミー
- ビック（BIC）
- モンブラン
- ロットリング
- ファーバーカステル
- ステッドラー
- スティルフォーム
- ツイスビー

### 日本の文具メーカー
販売網は日本に限らず世界各国に展開するメーカーも多い。各分野（各マーケットセグメント）ごとに分析すると世界シェアで上位を占めるメーカーもある。

#### 筆記具・小物文具を主とするメーカー
認知度が高い大手メーカー
- パイロットコーポレーション
- 三菱鉛筆
- ぺんてる
- トンボ鉛筆
- ゼブラ
- オート
- サクラクレパス
- プラチナ萬年筆
- セーラー万年筆
- クツワ

大手メーカー
- 呉竹
- サンスター文具
- シード
- 丸善
- ソニック
- ヒノデワシ
- ラビット
- ホシヤ
- 西敬
- 日本理化学工業
- 日本白墨工業
- 羽衣文具
- 馬印
- 橘高白棒
- 不二白墨製造所
- ナニワ理化学工業
- 丸石石膏
- 共栄プラスチック
- 北星鉛筆
- アイボール鉛筆
- キャメル鉛筆製作所
- 壽 - OEMによる筆記具の生産を行っている[6]
- テイボー
- 寺西化学工業
- 祥碩堂
- パイロットプレシジョン
- コーリン色鉛筆

#### 事務用品を主とするメーカー
- KOKUYO（コクヨ株式会社）
- 内田洋行
- キングジム
- ナカバヤシ
- ライオン事務器
- マルマン
- リヒトラブ
- レイメイ藤井
- プラス
- シヤチハタ
- セキセイ
- テージー
- アマノ
- 明光商会
- 理想科学工業
- デビカ
- カール事務器
- 日学
- ヤマニパッケージ

#### 作業道具を主とするメーカー
- 不易糊工業
- ヤマト
- ミツヱ
- コニシ
- セメダイン
- エヌティー（NTカッター）
- オルファ
- マックス
- ユニオンケミカー
- ニチバン

#### 紙製品を主とするメーカー
ノート類・帳面類
- ショウワノート
- キョクトウ・アソシエイツ
- アピカ
- ダイゴー
- コレクト
- 一ツ橋ノート
- ツバメノート
- ライフ

包装紙・慶弔袋・封筒類
- マルアイ
- シモジマ
- オキナ
- ハート
- 山櫻
- ササガワ
- 菅公工業
- ミドリ

各種専門紙類
- ヒサゴ
- 日本法令
- フジコピアン
- 十千万
- トキワ

学童向け
- セイカ
- トーヨー

#### その他
- 保土谷化学工業
- ジャクエツ

#### 文具チェーン
- ジムランド
- TSUTAYA
- アシーネ